# Kuass

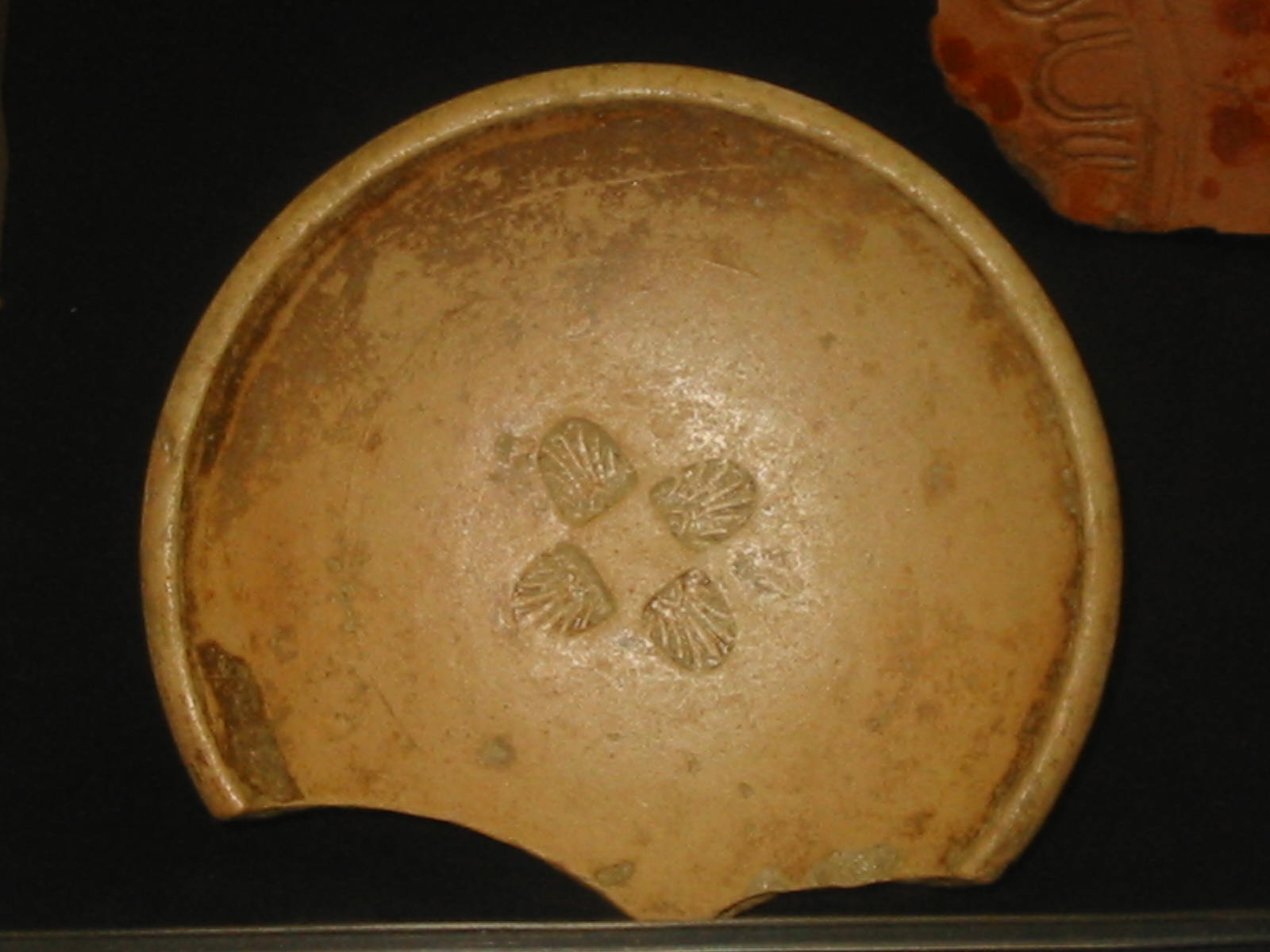
Cuenco de cerámica púnica tipo Kuass, Museo de San Fernando (San Fernando, Cádiz)

Kuass es un yacimiento arqueológico del Norte de Marruecos de origen fenicio. Junto a Rusadir, Lixus o Essaouira formaría parte del denominado Círculo del Estrecho de ciudades norteafricanas dependientes de Gadir.
Los restos de Kuass, ubicados no lejos de la actual Arcila, aportan al estudio del pasado fenicio-púnico en la región un tipo de cerámica barnizada (tipo Kuass) que ha sido hallada en diversos puntos del Magreb y el sur de Europa.